# Abri Reverdit
Koordinaten: 44° 59′ 57″ N, 1° 6′ 4″ O
Der Abri Reverdit ist eine archäologische Fundstätte der Gemeinde Sergeac im französischen Département Dordogne. Er enthält neben Artefakten Skulpturen des Jungpaläolithikums.

## Geographische Lage

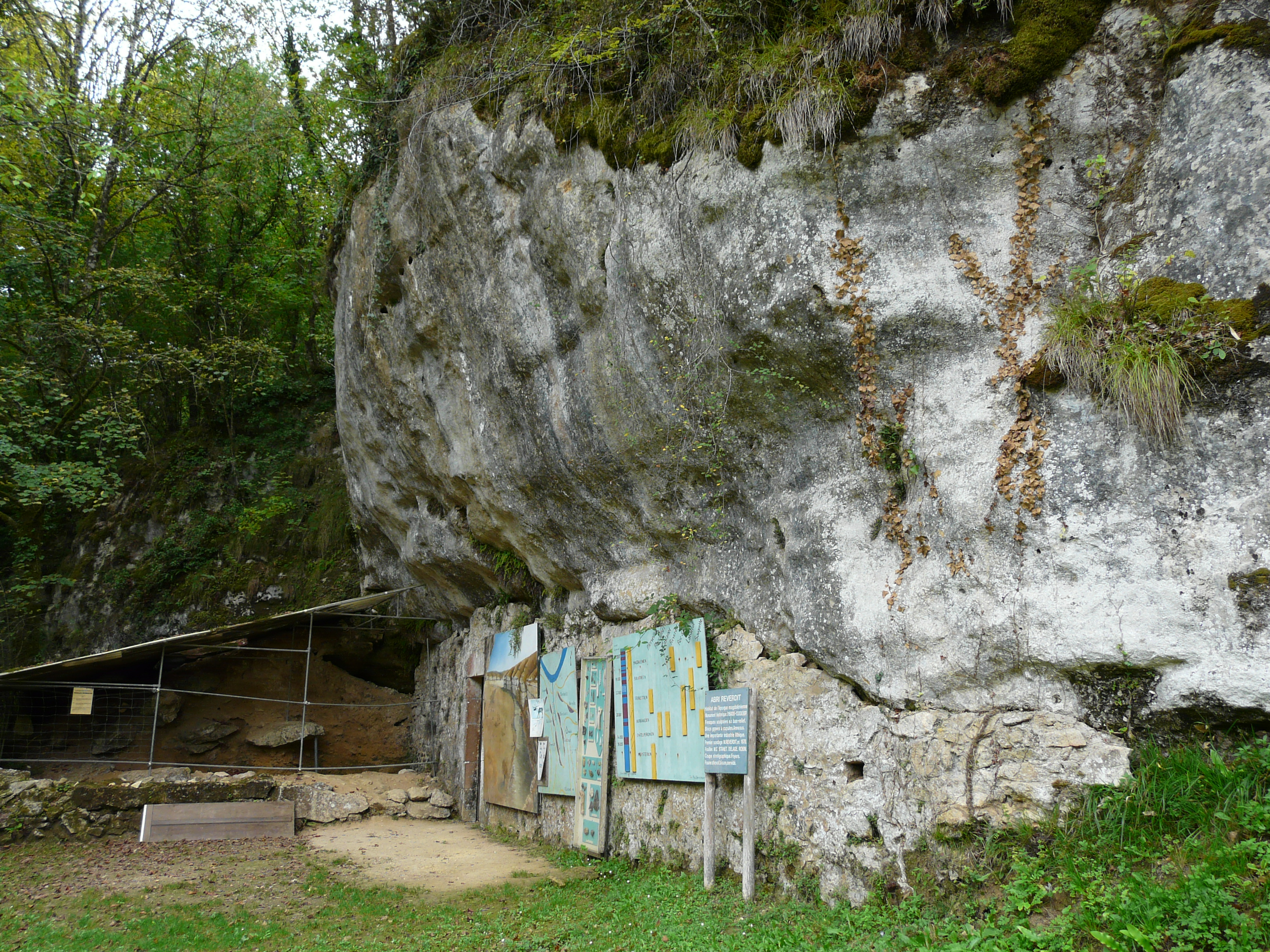
Abri Reverdit (2011)

Nur unweit westlich von Sergeac öffnet sich auf der linken Flussseite der Vézère ein kleines Seitental, genannt Vallon des Roches oder auch Vallon de Castelmerle. In diesem Tal finden sich insgesamt 9 Abris und es dürfte neben der unmittelbaren Umgebung von Les Eyzies zweifelsohne eine der dichtbesiedeltsten Gegenden während des Jungpaläolithikums gewesen sein. Der Abri Reverdit liegt auf der linken Talseite des Vallon des Roches, etwa 200 Meter flussaufwärts von der Mündung mit der Vézère. In unmittelbarer Nähe folgen talauswärts auf derselben Talseite weitere Abris, nämlich Roc d'Acier, Abri Labattut und La Souquette.

## Geschichte
Der Abri Reverdit wurde 1875 von Alain Reverdit entdeckt. Er führte 1878 im damals als Stallung benutzten Abri erste Grabungen in den verbliebenen archäologischen Ablagerungen durch, 1879 dann mit M. Hardy. Weitere Grabungen erfolgten 1909 durch M. Castanet sowie 1910 durch L. Didon und Denis Peyrony. Zwischen 1911 und 1914 grub F. Delage am Abri Reverdit, er richtete seine Aufmerksamkeit aber hauptsächlich auf den vorgelagerten Bereich. Erst 1923 fielen M. Castanet die Skulpturen an der Decke des Abris auf. Sie wurden noch im selben Jahr von Henri Breuil zeichnerisch aufgenommen. Eine generelle wissenschaftliche Veröffentlichung von F. Delage ließ bis 1935 auf sich warten. In den 1980ern wurde der Abri intensiv von D. Robin und A. Roussot untersucht.

## Beschreibung
Der aus flachliegenden Kalken des Coniaciums herauserodierte, nach Nordosten offene Abri ist 15 Meter lang, bis zu 5 Meter tief und 3 Meter hoch. Die Skulpturen, ausgeführt als Hoch- und Tiefrelief, befinden sich auf halber Höhe auf der rechten Seite des Abris, angeordnet in einem horizontalen Fries. Ihr Erhaltungszustand ist im Vergleich zu den Skulpturen im Abri von Cap Blanc ziemlich schlecht, es lassen sich aber noch der Kopf eines Wildpferdes (sehr undeutlich), ein 1 Meter großes Wildpferd, ein 0,7 × 1 Meter großer Wisent (deutlich) und ein kleinerer, unvollständiger Wisent erkennen. Die Rückenlinie eines dritten Wisents ist angedeutet. Die linke Seite des Abris wird von Hangschutt verdeckt, der bis an die Felswand heranreicht. Grabungen konnten hier mehrere Feuerstellen nachweisen; ganz zuunterst lag eine ovale Feuerstelle, die von großen Flussgeröllen eingefasst war.

## Alter
F. Delage konnte zwei, von einer Schuttlage getrennte Niveaus in dem Abri vorgelagerten Bereich unterscheiden, die er – vergleichbar mit Cap Blanc – aufgrund der Artefakte dem Magdalénien III zuordnete. Der Abri Reverdit war somit vor rund 14.000 Jahren BP bewohnt worden. Dieses Alter wurde jedoch nicht direkt ermittelt, sondern beruht auf analogen, datierten Funden in Laugerie-Haute (13.790 BP).

## Funde
Abgeplatzte Kalkbruchstücke mit schwarzen und roten Farbresten lassen – ähnlich wie bei Cap Blanc – vermuten, dass die Skulpturen einst koloriert waren. Ferner fanden sich zwei Platten, die möglicherweise aus der Skulptur herausgebrochen waren (diese Annahme wird nicht von allen Autoren geteilt); auf ihnen lassen sich Teile des Umrisses von zwei Wisenten erkennen. Verstreut lagen außerdem Felsblöcke mit herausgemeißelten Vertiefungen (franz. cupules), andere wiederum besaßen Ringe und rinnenförmige Einritzungen. Am Vorderrand des Daches waren ebenfalls Ringe aus dem Fels gearbeitet worden. Es kann daher davon ausgegangen werden, dass die damaligen Menschen ihren Abri mit Fellen bzw. Häuten gegen die Witterung abschotteten: an den oberen Ringen wurden die Felle mittels Lederschlaufen befestigt und am Boden mit den Lochsteinen ausgespannt.
Ähnlich wie in Cap Blanc fanden sich auch im Abri Reverdit unter den Artefakten unbenutzte Pickelspitzen aus Feuerstein, die offensichtlich für weitere Arbeiten an den Skulpturen vorgesehen waren. Weiterhin nennenswert sind gravierte Flusskiesel und Kalkplatten.
Die Steinartefaktenfunde sind 1960 von D. de Sonneville-Bordes wissenschaftlich untersucht worden.
Einige der Fundstücke können jetzt im nahegelegenen Museum von Castelmerle betrachtet werden.

## Monument historique
Seit dem 5. Juli 1924 ist der Abri Reverdit Monument historique.